# Marco Ballotta
Marco Ballotta, född 3 april 1964 i Casalecchio di Reno i Italien, är en italiensk före detta fotbollsmålvakt. Han är för närvarande den äldste spelaren som någonsin som har spelat i både Serie A och UEFA Champions League. Han har varit aktivt proffs i över 25 år men har aldrig spelat för italienska landslaget.

## Karriär

### Tidiga karriären
Ballotta påbörjade sin karriär med Bolognas ungdomslag innan han blev proffs 1983 med hemstadslaget Boca San Lazzaro där han spelade 22 A-lagsmatcher på två säsonger innan han flyttade till Modena. Han stannade hos Modena i sex år tills han i januari 1991 köptes av Cesena, där han stannade i bara sex månader innan han gick till Parma.
Ballotta var i toppform under säsongen 1992/1993 då Parma vann Cupvinnarcupen och slutade på tredje plats i Serie A. I den kommande säsongen gick det dock inte lika bra och han spelade bara tre ligamatcher. Han spelade från start i båda matcherna mot AC Milan när de vann med sammanlagt 2–1 i UEFA Super Cup 1993 men till finalen fick han ge plats åt Luca Bucci.
Han skrev kontrakt med Brescia nästa säsong, men relegerades till Serie B under hans enda säsong hos dem. Han spelade nästföljande säsong med Reggiana med vilka han återvände till Serie A 1996. Reggianas visit i den högsta divisionen blev dock inte långvarig och han lämnade snart klubben till förmån för Lazio till säsongen 1997/1998 där han var tredjemålvakt.

### Från Inter till Trevisos B-lag
Efter tre säsonger hos Lazio spelade han under en kort tid för Inter Milan 2000/2001. Han var under en tid även utlånad till sin gamla klubb Modena och skrev ett permanent kontrakt med dem under 2002 och stannade tills de flyttades ner till Serie B efter säsongen 2003/2004. Han gick istället till Trevisos B-lag där han stannade en säsong innan han återvände till Lazio, denna gång som spelande tränare.

### Spelande tränare
Han gjorde åtta matcher från start under 2005/2006 p.g.a. skador på Angelo Peruzzi och Matteo Sereni. I och med det blev han den äldste spelaren att delta i en Serie A-match, 42 år och 34 dagar gammal, i Lazios sista match för säsongen, mot Ascoli 7 maj 2006. Han slog det tidigare rekordet av Dino Zoff som hade stått sig i över 20 år.
P.g.a. Peruzzis fortsatta skadeproblem i nästa säsong gjorde Ballotta elva ligamatcher för Lazio som slutade på tredje plats bakom Inter och Roma och gick till Champions League.
Han spelade de två första matcherna för säsongen 2007/2008 men gav sedan plats åt Fernando Muslera för de fem nästa matcherna. Efter att Lazio förlorade med hela 1–5 mot Milan 7 oktober 2007 återtog Ballotta målvaktsburen, men gav tillbaka platsen till Muslera efter att ha presterat väldigt dåligt i en match mot Fiorentina 1 november. Han återkom dock i Lazios 2–1-vinst mot Parma 25 november.

### Champions League
Ballotta spelade från start i alla Lazios Champions League-matcher 2007/2008, men de åkte ut redan i gruppspelet efter att ha vunnit en match, spelat två oavgjorda och förlorat tre. I 1–1-matchen mot Olympiakos 18 september 2007 blev han den äldste spelaren att någonsin delta i Champions League, 43 år och 168 dagar gammal. Han slog det tidigare rekordet på 40 år och 211 dagar av Alessandro Costacurta, när Milan förlorade mot AEK Aten 21 november 2006.

### Övrigt
- Marco Ballotta debuterade i Serie A som 26-åring

- När Marco Ballotta debuterade för Inter vid en ålder av 36 år, fem år och fem dagar. Inter förlorade Supercupfinalen mot Lazio med 4-2. Han noteras då som den äldsta spelare som debuterat för Inter. Dessutom blir han den första spelare i Inter som i debuten bär kaptensbindeln.